# Diòcesi de Niamey
La Diòcesi de Niamey és una diòcesi catòlica del Níger. Té la seu a Niamey, la capital, i es va fundar el 28 d'abril del 1942. Segueix el ritu romà i cobreix una superfície d'aproximadament 20.000 km2.
El 2004, la població de la diòcesi era d'uns 5.880.000 habitants però amb només un 0,3% de catòlics. Hi havia 29 capellans, el que feia una proporció d'uns 517 creients per cada un. Michel Christian Cartatéguy ha estat el bisbe de la diòcesi des del gener del 2003.